# 이은지 (희극인)
이은지(李恩智, 1992년 1월 16일 ~ )는 대한민국의 희극인이다.

## 학력
- 인천용현남초등학교 졸업
- 신흥여자중학교 졸업
- 연수여자고등학교 졸업
- 동아방송예술대학교 방송연예과 졸업

## 출연 작품
- 코미디빅리그 (tvN)
  - 《코빅열차》 루나 역
  - 《직업의 정석》 부킹녀 역
  - 《갑과 을》
  - 《더티댄싱》
  - 《코빅법정》 경찰(2015년 2쿼터 1라운드) 역
  - 《로마법》
  - 《로 to the 봇》
  - 《엑스트라》
  - 《그린 나이트》
  - 《자매들》
  - 《컴funny》
  - 《국주의 거짓말》
- 놀라운 대회 스타킹 (SBS)
- 대탈출 (tvN)
  - 《태양여고》 구하리 역
- 놀면 뭐하니 (MBC)
- 아내의 맛 (TV조선) - 143회 VCR 출연 (홍현희 & 제이쓴 부부 편)
- 황금어장 라디오스타 (MBC)
- 나혼자산다 (MBC) - 게스트
- 아트싱어 (MBN)
- 뿅뿅 지구오락실 (tvN) - 고정 출연
- 미스터트롯 2 (TV조선) - 심사위원
- 놀라운 토요일(tvN) - 게스트
- MBC 《구해줘! 홈즈》 -게스트
- KBS 쿨FM 《이은지의 가요광장》2023.4.24 - 현재
- 뿅뿅 지구오락실 시즌2 2023.5.12 - 2023.7.28
- MBC 《안싸우면 다행이야》 -게스트
- 2억 9천 : 결혼전쟁(tvN) - 진행
- 미운우리새끼 (SBS) - 스페셜 MC
- 과몰입 인생사 (SBS) -진행
- 코미디 로얄 (넷플리스)
- 솔로동창회 학연 (MBC) -진행
- 나도구독왕 (ENA)-진행
- 미스트롯3(TV조선) - 심사위원
- 한문철의 블랙박스 리뷰(JTBC)- 게스트
- 아는형님(JTBC)-게스트
- 런닝맨 (SBS) -게스트
- 소통의 神 (유튜브) - 게스트
- 지락이의 뛰뛰빵빵 (유튜브) - 게스트
- 나영석의 나불나불 (유튜브) - 게스트
- 나영석의 와글와글 (유튜브) - 게스트
- 집대성 (유튜브) - 게스트
- 라면꼰대 (시즌1) (유튜브) - 게스트
- 라면꼰대 (시즌4) (유튜브) - 게스트
- 아임 써니 땡큐 (MBC) - 게스트

## 수상 목록
- 2021년 제29회 대한민국 문화연예대상 예능 스타상
- 2023년 제59회 백상예술대상 TV부문 여자예능상
- 2023 올해의 브랜드상 올해의 개그우먼(올해의 여자 엔터테이너)
- 2023 KBS 연예대상 올해의 DJ상